# Семейство Бауэра
Семейство Бауэра — небольшое семейство астероидов, расположенное в главном поясе. Семейство названо в честь первого астероида, классифицированного в эту группу — (1639) Бауэр.

## Крупнейшие астероиды этого семейства
| Имя          | Диаметр  | Большая полуось | Наклонение орбиты | Эксцентриситет орбиты | Год открытия |
| ------------ | -------- | --------------- | ----------------- | --------------------- | ------------ |
| (1639) Бауэр | 36,41 км | 2,573 а. е.     | 8,437 °           | 0,150                 | 1951         |
| (3815) Кониг | 23,21 км | 2,569 а. е.     | 8,640 °           | 0,105                 | 1959         |